# Rosdel (gebied)
Rosdel is een natuurgebied in de Belgische gemeente Hoegaarden.
Het gebied bestaande uit kalkgraslanden, struweel en graanakkers beslaat 75 hectare en is sinds 1992 in beheer van Natuurpunt. Het gebied heeft drie en wandelroutes tussen 7 en 14 kilometer.

## Fauna en Flora
Enkele van de specifieke voorkomende soorten zijn de addertong, margrieten, naakte lathyrus graslathyrus, donderkruid, bijenorchis, geelgroene wespenorchis, bleek bosvogeltje, het bruin zandoogje, de beekoeverlibel, de weidebeekjuffer,kaasjeskruiddikkopje, aardaker, marjolein, de bosbeekjuffer, de geelgors en de bruine kiekendief.
Met het project "graan voor gorzen" werden bepaalde akkers niet geoogst om het in stand houden van de geelgorzen te realiseren.